# Javier Pereda Gutiérrez
Javier Pereda Gutiérrez, más conocido por su primer apellido "Pereda" (Burgos, Burgos, España, 12 de septiembre de 1939), fue un jugador de baloncesto español de los años 1960.

## Trayectoria
Nacido en Burgos en 1939, fichó por el Club de Baloncesto Agromán de Madrid a los veintidós años de edad, debutando en la liga nacional de primera división en la temporada 1961-1962.
Considerado una de las jóvenes promesas del Baloncesto español, este "ratón brioso", tal y como era conocido por la prensa de la época, ocupaba la posición de alero, basando su juego en rápidas penetraciones a canasta, tiros exteriores y sus férreos marcajes, pese a su liviana corpulencia.

## Clubs
- Club Agromán de Madrid: 1961-1964.

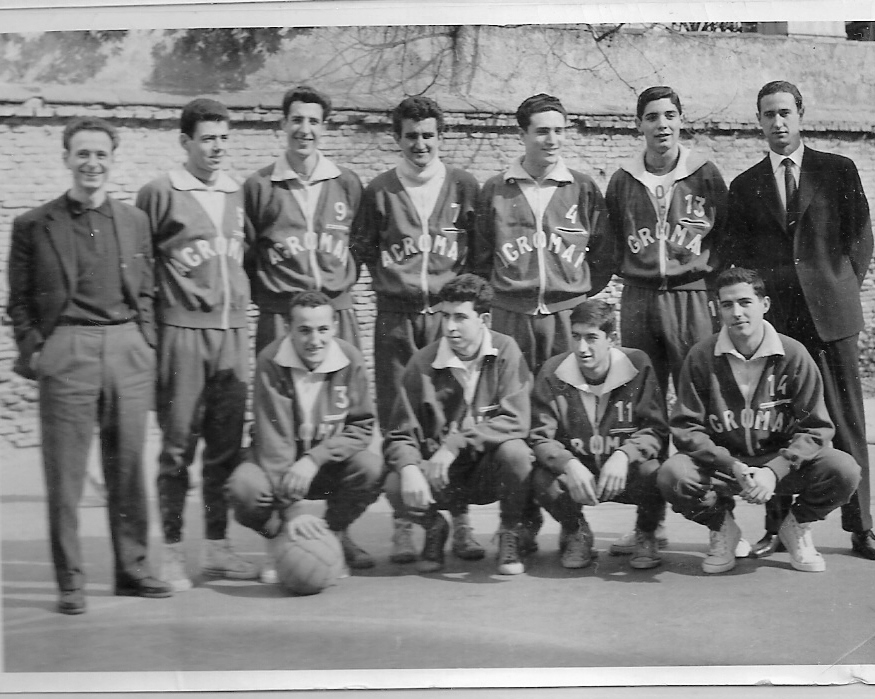
(En la fila inferior,en tercera posición, Pereda con el dorsal 11)

## Competiciones
- Liga: 1961-1964, con el Agromán.
- Copa del Generalísimo:1961 y 1964, con el  Agromán.

## Promedios

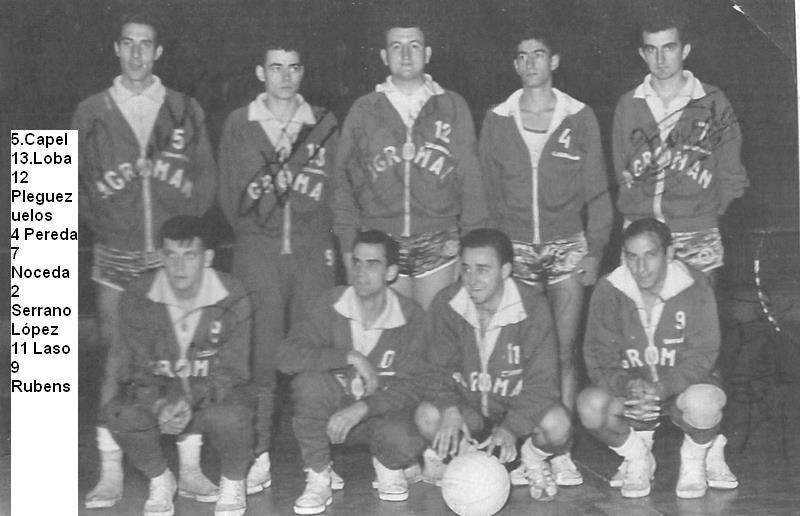

| Liga Española | Temporada | Partidos | Puntos/Partido |
| ------------- | --------- | -------- | -------------- |
| Agromán       | 1961–62   | 16       | 12             |
| Agromán       | 1962–63   | 18       | 15             |
| Agromán       | 1963–64   | 3        | 15             |
| Agromán       | Total     | 37       | 14             |

- Datos: Q5928091